# Savenkî, Vîșhorod
Savenkî (în ucraineană Савенки) este un sat în comuna Abramivka din raionul Vîșhorod, regiunea Kiev, Ucraina.

## Demografie
Componența lingvistică a localității Savenkî
     Ucraineană (97,04%)
     Rusă (2,96%)
Conform recensământului din 2001, majoritatea populației localității Savenkî era vorbitoare de ucraineană (97,04%), existând în minoritate și vorbitori de rusă (2,96%).